# Exército Verde

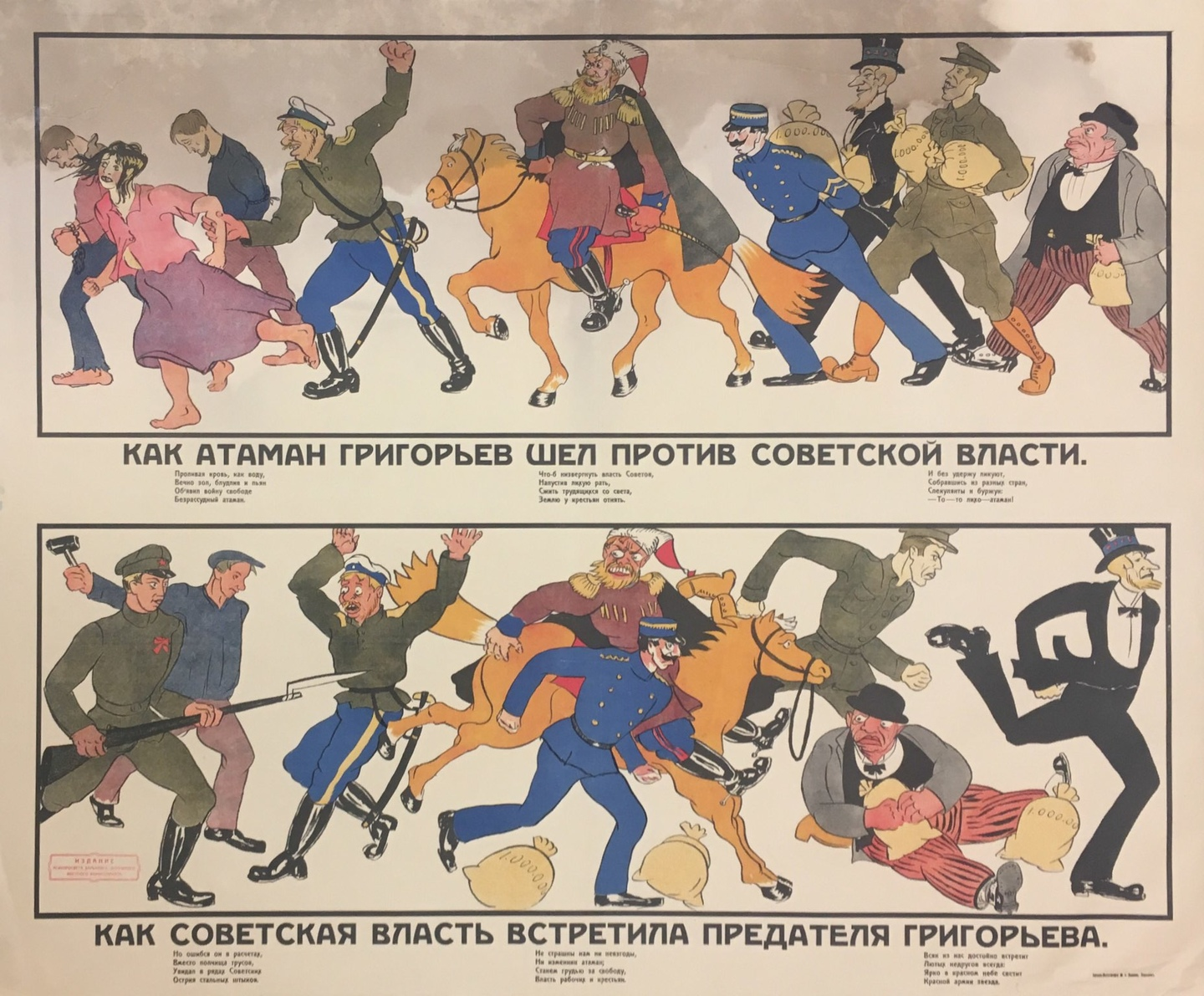
Cartaz de propaganda bolchevique contra as tropas de Grigoriev.

O Exército Verde ou Exércitos Verdes (em russo: Зелёная Армия), ou "Verdes" (russo: Зелёные) eram grupos armados de camponeses que tanto lutaram contra o Exército Vermelho como contra o Exército Branco durante a Guerra Civil Russa. Eles lutaram para proteger as comunidades em que eles viviam das requisições ou represálias de ambos os lados. O exército verde eram politicamente neutro, mas às vezes era associado ao Partido Socialista Revolucionário.
A guerra foi particularmente sangrenta no sul da Rússia e da Ucrânia, onde as linhas de frente moviam frequentemente, perturbando vida civil. O número estimado de vítimas chega a sete milhões.